# 구래초등학교
구래초등학교는 대한민국 강원특별자치도 영월군에 있는 공립 초등학교이다.

## 학교 연혁
- 1939년 10월 31일 녹전공립심상소학교 부설 간이학교 개교
- 1942.09.25 구래공립국민학교로 승격(2학급)
- 1996.03.01 구래초등학교로 개칭
- 2000.03.01 내덕초등학교 통합
- 2023.03.01 제34대 박수원 교장 취임
- 2024.01.05 제78회 졸업(2명 졸업, 총 졸업생수 9,577명)
- 2024.03.01 3학급 편성

## 참고 자료
- 구래초등학교 - 한국교육학술정보원 학교알리미